# تل چگاه
تل چگاه، روستایی از توابع بخش مرکزی شهرستان باشت در استان کهگیلویه و بویراحمد ایران است.

## جمعیت
این روستا در غرب شهر باشت قرار دارد و براساس سرشماری مرکز آمار ایران در سال ۱۳۸۵، جمعیت آن ۹۳ نفر (۱۴خانوار) بوده‌است.